# Pineuilh
Pineuilh is een gemeente in het Franse departement Gironde (regio Nouvelle-Aquitaine). De plaats maakt deel uit van het arrondissement Libourne. Pineuilh Noaillan telde op 1 januari 2022 4.447 inwoners.

## Geografie
De oppervlakte van Pineuilh bedroeg op 1 januari 2022 17,36 vierkante kilometer; de bevolkingsdichtheid was toen 256,2 inwoners per km².

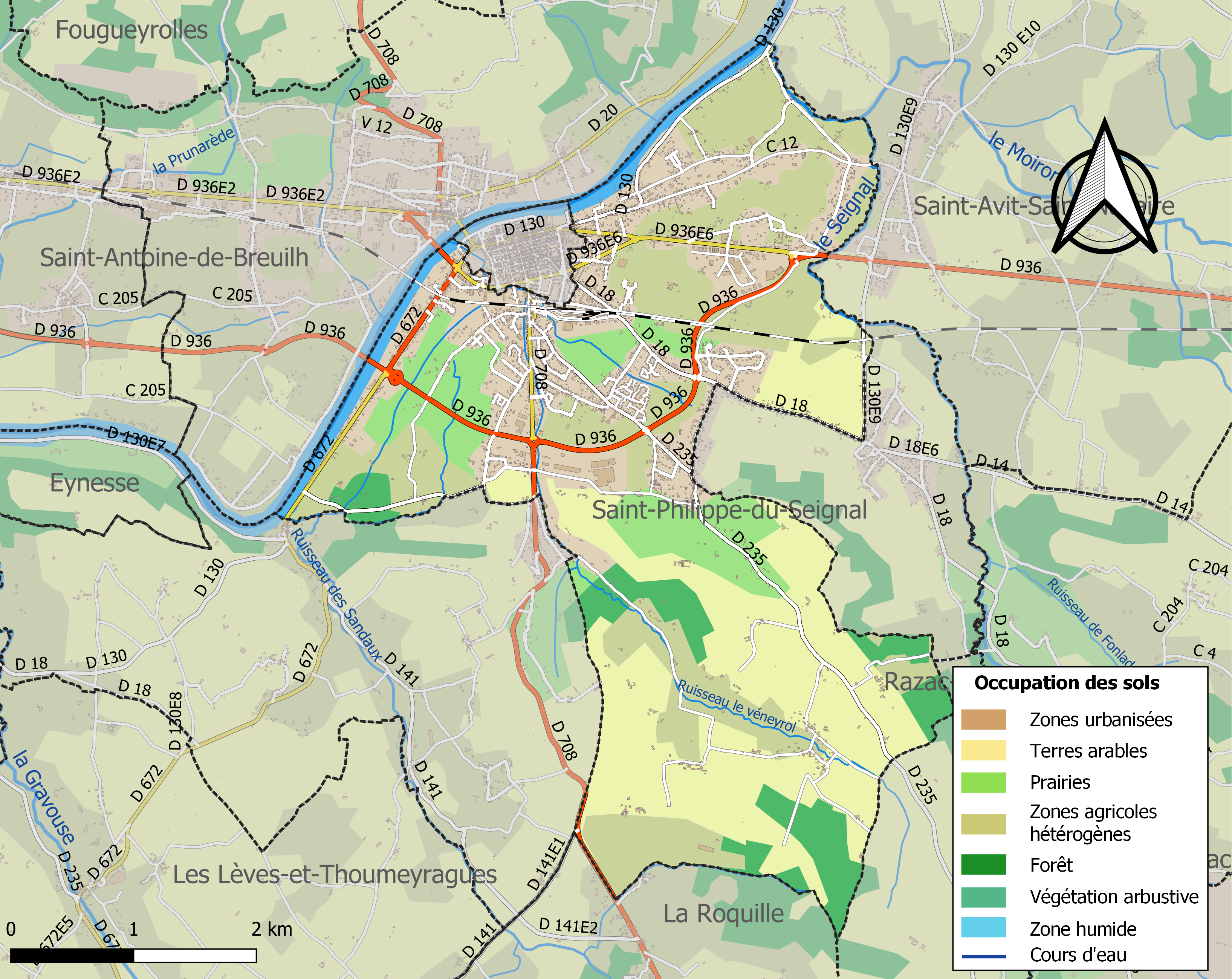
Kaart van de gemeente met belangrijkste infrastructuur, bodemgebruik en omliggende gemeenten

## Demografie
Onderstaande figuur toont het verloop van het inwonertal (bron: INSEE-tellingen).